# Дисвелд, Дан
Дан Дисвелд (нидерл. Daan Disveld; 20 января 1994, Лент, Нидерланды) — нидерландский футболист, защитник клуба «Ахиллес ’29».

## Клубная карьера
Дисвелд — воспитанник НЕК, находящийся в системе клуба с пяти лет. В апреле 2011 года подписал с клубом профессиональный контракт. 18 января 2013 года продлил контракт до 2015 года. Из-за тяжёлой травмы дебютировать за клуб удалось только в декабре 2013 года, в матче против «Гронингена». Во встрече против того же соперника, но в Кубке Нидерландов, команда проиграла со счётом 2:5. 3 апреля 2015 года НЕК, обыграв  «Спарту» (Роттердам) 1:0, за несколько туров до окончания чемпионата стал победителем Эрстедивизи сезона 2014/15.
После истечения соглашения с клубом, Дисвелд перешёл в «Ден Босх». С 2017 года выступает за ТЕК. 15 января 2017 года дебютировал за клуб в матче против второй команды «Спарты», завершившемся результативной ничьей 2:2.

## Карьера в сборной
Выступал за сборные Нидерландов различных возрастов. В сборной до 17 лет, будучи капитаном команды, выиграл с ней юношеский чемпионат Европы 2011. В финале была обыграна (5:2) Сборная Германии. Участвовал в отборочных матчах к юношескому чемпионату Европы 2013.

## Достижения
НЕК
- Победитель Эрстедивизи: 2014/15

Сборная Нидерландов
- Победитель юношеского чемпионата Европы: 2011